# Planogram

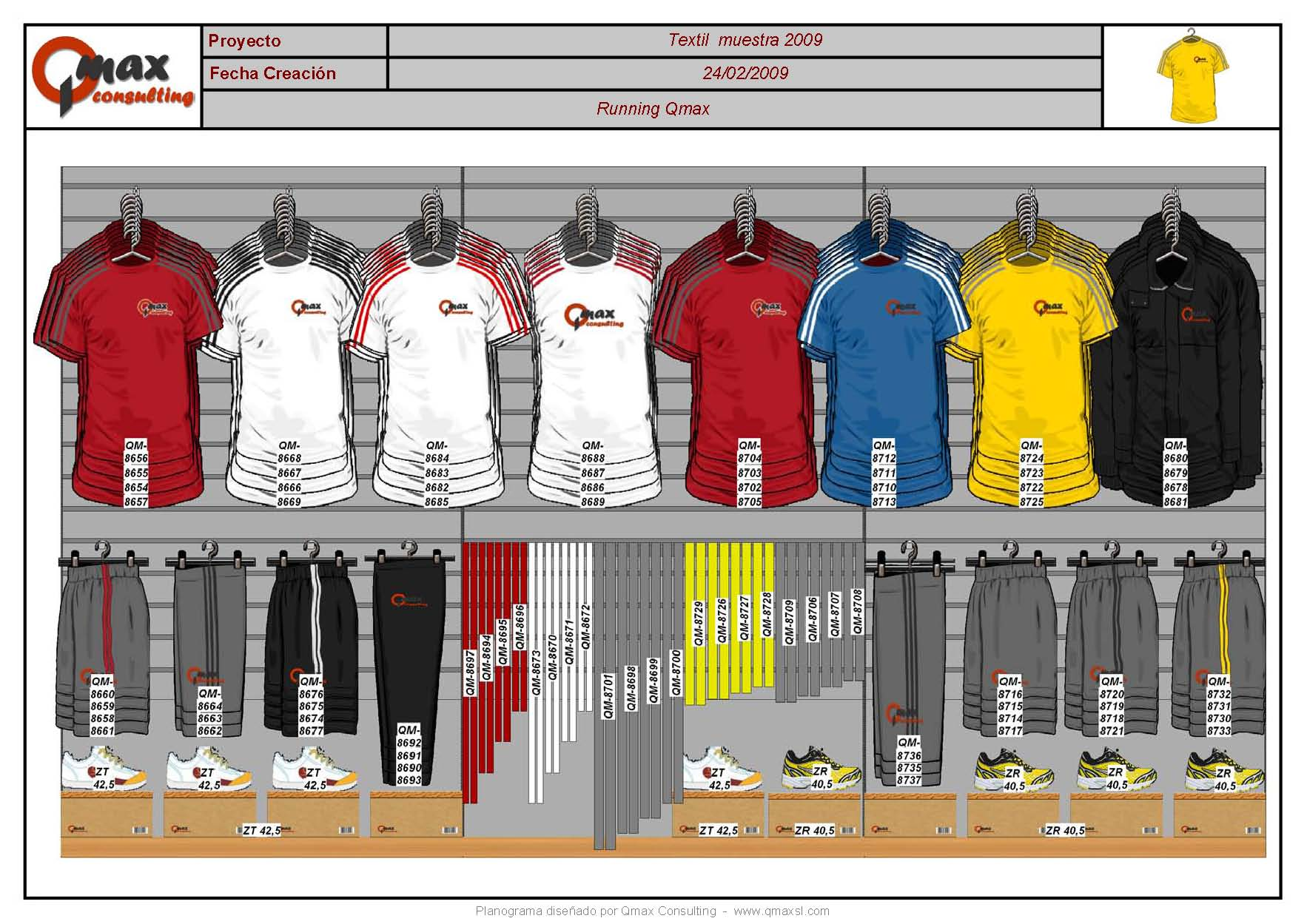
Przykład planogramu odzieży sportowej

Planogram – graficzne odwzorowanie przestrzeni sprzedażowej obejmujące wyposażenie sklepu (zazwyczaj regał lub ciąg regałów) wraz ze znajdującymi się na nich produktami. Używany jest w handlu detalicznym do celów optymalizacji ekspozycji i asortymentu, zazwyczaj w trakcie projektów zarządzania kategoriami produktów.

## Główne cele
Główne cele, jakie może osiągnąć organizacja dzięki użyciu planogramów, obejmują:
- tworzenie i komunikację optymalnych planów rozmieszczenia towaru,
- efektywne wykorzystanie powierzchni wystawienniczej,
- maksymalizację marży uzyskiwanej na poszczególnych kategoriach lub od różnych dostawców,
- wsparcie identyfikacji marki poprzez spójny wygląd punktów sprzedaży.

## Tworzenie planogramów
Do tworzenia planogramów służą specjalistyczne aplikacje.